# Milk Cup
A Northern Ireland Youth Soccer Tournament (conhecida como Milk Cup por razões de patrocínio) é um torneio de futebol juvenil internacional realizado anualmente na Irlanda do Norte. Os jogos da Copa são principalmente disputados na Irlanda do Norte, com jogos realizados nas cidades de Portrush, Portstewart, castelo, Limavady, Coleraine, Ballymoney, Ballymena e Broughshane.
Em outubro de 2013, a comissão organizadora da Milk Cup e patrocinadores lançaram um comunicado conjunto afirmando que a longo prazo seria feita a retirada de patrocínio. A página do Facebook oficial da competição revelou que a competição deixaria de ser conhecida como Milk Cup.

## História

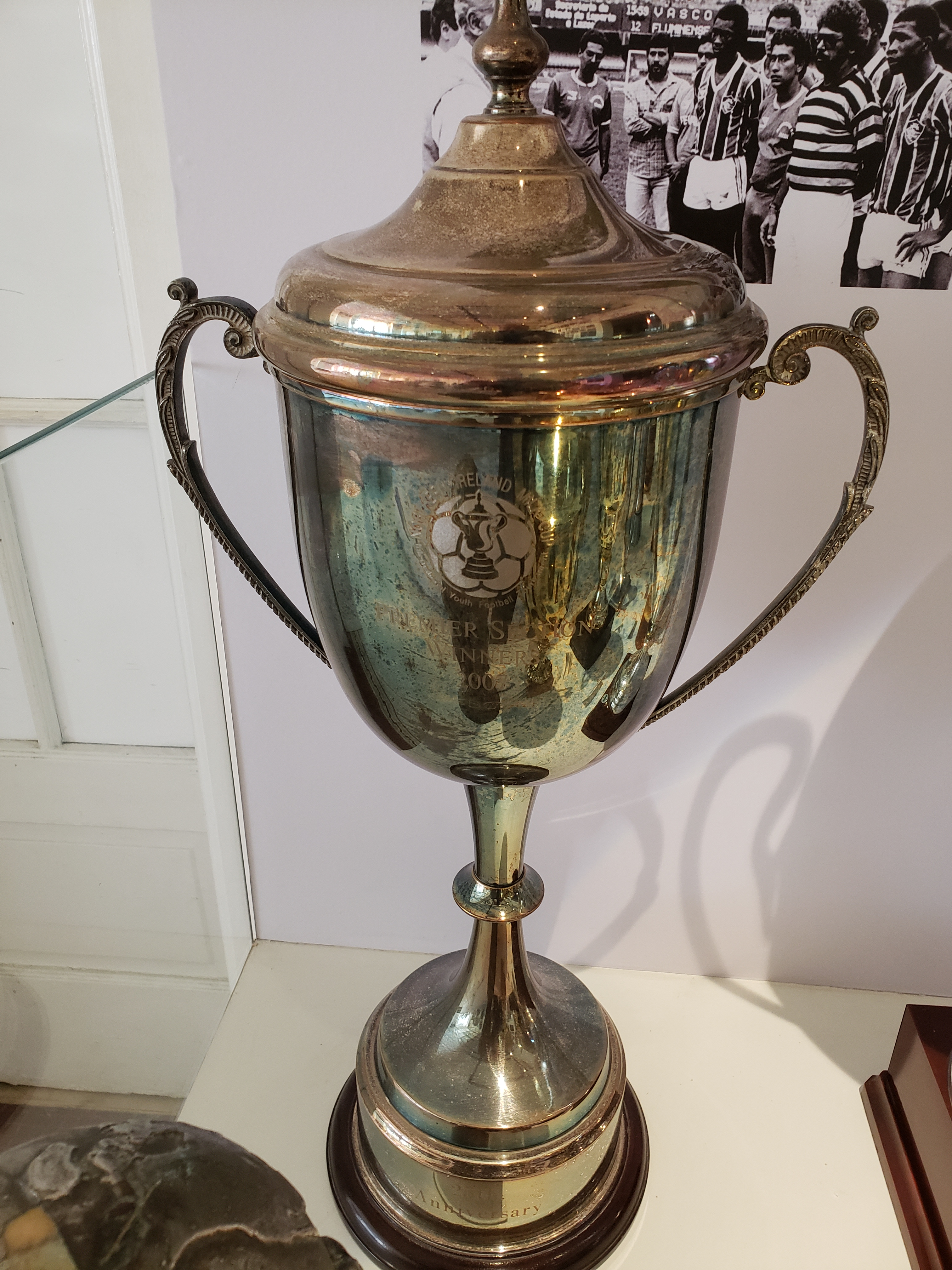
Taça Milk Cup Sub-16 de 2007

A Milk Cup começou em 1983, com dezesseis equipes participantes em um nível Sub-16 (Premier). O Motherwell FC da Escócia foi o primeiro campeão. Foi fundada por Jim Weir, Victor Leonard, George Logan e Bertie Peacock, um dos jogadores de futebol mais famosos da região.
O concurso foi prorrogado em 1985, quando uma nova categoria, o Sub-14 (Júnior), foi introduzido ao campeonato e os primeiros campeões nesta nova categoria foram os escoceses do Rangers. A competição em ambos os níveis tem crescido em tamanho e estatura ao longo dos anos, com equipes cada vez mais vindas de todos os continentes para competir. A categoria Sub-19 (Elite) foi introduzida em 1995, tendo a Seleção Galesa como a primeira campeã.
Tradicionalmente, as finais são disputados no Estádio Coleraine Showgrounds, numa noite de sexta-feira. Muitos futebolistas internacionais atuais já participaram da Milk Cup, jogadores como Charlie Davies, Jonathan Spector, Paul Scholes e Wayne Rooney, todos competiram em algum nível da Copa Milk. Na Copa do Mundo FIFA de 2002, havia 30 jogadores que já atuaram na Milk Cup.
Para comemorar o jubileu de prata da competição, um amistoso ocorreu entre Irlanda do Norte e o time quatro vezes campeão do nível júnior Everton, no Showgrounds Coleraine, em 14 de julho de 2007. O Everton venceu por 2 a 0 .
Uma das peças-chave para a Milk Cup é a inclusão de seis equipes representativas de cada município da Irlanda do Norte - Antrim, Armagh, Down, Fermanagh, Londonderry e Tyrone. Este sistema permite que os jogadores jovens de toda a província compitam contra alguns dos melhores do mundo na sua faixa etária.

## Edições
| 1983 | Fundado em 1995  | Fundado em 1995  | Motherwell          | Coleraine           | Fundado em 1985   | Fundado em 1985              |
| 1984 | Fundado em 1995  | Fundado em 1995  | Rangers             | Motherwell          | Fundado em 1985   | Fundado em 1985              |
| 1985 | Fundado em 1995  | Fundado em 1995  | Newcastle United    | Coleraine           | Rangers           | Craigavon                    |
| 1986 | Fundado em 1995  | Fundado em 1995  | Dundee United       | Newcastle United    | Glentoran         | Crewe Alexandra              |
| 1987 | Fundado em 1995  | Fundado em 1995  | Crewe Alexandra     | Liverpool           | Dundee United     | Crewe Alexandra              |
| 1988 | Fundado em 1995  | Fundado em 1995  | Liverpool           | Motherwell          | Home Farm         | Dundee United                |
| 1989 | Fundado em 1995  | Fundado em 1995  | Newcastle United    | Manchester United   | Dungannon Swifts  | Dublin & District Schoolboys |
| 1990 | Fundado em 1995  | Fundado em 1995  | Tottenham Hotspur   | Crewe Alexandra     | Crewe Alexandra   | Hibernian                    |
| 1991 | Fundado em 1995  | Fundado em 1995  | Manchester United   | Heart of Midlothian | Norwich City      | Dundee United                |
| 1992 | Fundado em 1995  | Fundado em 1995  | Rangers             | Nottingham Forest   | Norwich City      | Heart of Midlothian          |
| 1993 | Fundado em 1995  | Fundado em 1995  | Cherry Orchard      | Rangers             | Eslováquia        | Heart of Midlothian          |
| 1994 | Fundado em 1995  | Fundado em 1995  | Hearts              | Rússia              | Middlesbrough     | Manchester United            |
| 1995 | País de Gales    | Irlanda do Norte | Rússia              | Feyenoord           | Everton           | Norwich City                 |
| 1996 | Turquia          | Irlanda do Norte | Tottenham Hotspur   | Blackburn Rovers    | Coritiba          | Motherwell                   |
| 1997 | Irlanda do Norte | Inglaterra       | Middlesbrough       | Manchester United   | West Ham United   | Middlesbrough                |
| 1998 | Turquia          | Estados Unidos   | Chile               | West Ham United     | Crewe Alexandra   | West Ham United              |
| 1999 | Brasil           | Escócia          | Crewe Alexandra     | Manchester United   | Manchester City   | Everton                      |
| 2000 | Chile            | Brasil           | Turquia             | Manchester City     | Charlton Athletic | Manchester City              |
| 2001 | México           | Escócia          | Paraguai            | Manchester United   | Norwich City      | Heart of Midlothian          |
| 2002 | Paraguai         | Dinamarca        | Leeds United        | Panathinaikos       | Everton           | Botafogo                     |
| 2003 | Paraguai         | Brasil           | Manchester United   | Preston North End   | Racing Club       | Heart of Midlothian          |
| 2004 | Turquia          | Brasil           | Heart of Midlothian | Belvedere           | Maccabi Haifa     | Everton                      |
| 2005 | Estados Unidos   | Irlanda do Norte | Barcelona           | Chelsea             | Lyngby            | CSKA Moscow                  |
| 2006 | Paraguai         | Estados Unidos   | Spartak Moscow      | Rapid Vienna        | Swindon Town      | Crumlin United               |
| 2007 | Israel           | Irlanda do Norte | Fluminense          | Manchester United   | Guadalajara       | St. Kevin's                  |
| 2008 | Irlanda do Norte | Chile            | Manchester United   | South Coast Bayern  | Everton           | Wolverhampton Wanderers      |
| 2009 | Irlanda do Norte | Dinamarca        | Manchester United   | Sheffield United    | Everton           | Watford                      |
| 2010 | Estados Unidos   | Irlanda do Norte | Étoile Lusitana     | Bolton Wonderers    | Chelsea           | Cruz Azul                    |
| 2011 | Dinamarca        | Irlanda do Norte | Aspire              | Manchester United   | Everton           | Cruz Azul                    |
| 2012 | México           | Dinamarca        | Santos              | Newcastle United    | Brentford         | Everton                      |
| 2013 | México           | Irlanda do Norte | Manchester United   | Condado de Tyrone   | Everton           | Condado de Antrim            |
| 2014 | Irlanda do Norte | Canadá           | Manchester United   | Vendée Luçon        | Santos            | Condado de Antrim            |
| 2015 | não realizada    | não realizada    | Condado de Antrim   | Club América        | Right to Dream    | Southampton                  |

## Jogadores notáveis
| - Juan Agudelo (Estados Unidos) - Jozy Altidore (Estados Unidos) - Victor Anichebe (Everton) - Dean Ashton (Crewe Alexandra) - Nick Barmby (Tottenham Hotspur) - Joey Barton (Everton) - David Beckham (Manchester United) - Craig Bellamy (Norwich City) - Kris Boyd (Kilmarnock) - Wes Brown (Manchester United) - Sergio Busquets (F.C. Barcelona) - Nicky Butt (Manchester United) - Michael Carrick (West Ham United) - Nick Chadwick (Everton) - Michael Chopra (Newcastle United) - Joe Cole (West Ham) - Stephen Craigan (Condado de Down) - Peter Crouch (Tottenham Hotspur) - Jermain Defoe (Charlton Athletic) - Giovani dos Santos (F.C. Barcelona) - Damien Duff (Blackburn Rovers) - Calum Elliot (Heart of Midlothian) - Jonny Evans (Condado de Antrim) - Shane Ferguson (Irlanda do Norte) - Mikael Forssell (HJK Helsinki) - Darron Gibson (Condado de Derry) - Ryan Giggs (Manchester United) - Keith Gillespie (Manchester United) | - Owen Hargreaves (Bayern Munich, País de Gales) - Angelo Henriquez (Chile) - Tony Hibbert (Everton) - Thomas Hitzlsperger (Bayern Munich) - Aaron Hughes (Irlanda do Norte) - Phil Jagielka (Everton) - Francis Jeffers (Everton) - Jeffrén (F.C. Barcelona) - Ledley King (Tottenham Hotspur) - Kyle Lafferty (Irlanda do Norte) - Federico Macheda (Manchester United) - Steve McManaman (Liverpool) - Stephen McManus (Everton) - James Milner (Leeds United) - Ryo Miyaichi (Japão) - Gary Neville (Manchester United) - Leon Osman (Everton) - Danny Pugh (Manchester United) - Diego Reyes (México) - Kieran Richardson (West Ham United) - Wayne Rooney (Everton) - Robbie Savage (Manchester United) - Paul Scholes (Manchester United) - Jonathan Spector (Manchester United, Estados Unidos) - Michael Tonge (Manchester United) - Michael Turner (Charlton Athletic) - James Vaughan (Everton) - Danny Welbeck (Manchester United) |

## Transmissão
Desde 2005, a Milk Cup foi transmitida pela BBC da Irlanda do Norte, assumindo o lugar da Ulster Television. Isto levou a competição a ter muito mais cobertura da mídia como os jogos das Finais. Geralmente estes são das categorias Premier e Elite, com destaques para o jogo de juniores que acontece no início da tarde. Alguns jogos da Milk Cup são transmitidos na BBC Two, disponibilizado para o resto do Reino Unido via BBCi e BBC SPORT e alguns outros jogos da Milk Cup são transmitidos on-line no site ''http://www.bbc.co.uk/northernireland/milkcup''. A cobertura é geralmente feita por Stephen Watson, com comentários de Jackie Fullerton, Michael McNamee, Paul Gilmour, Joel Taggart, Grant Cameron e comentários por John O'Neill, Gerry Armstrong e Oran Kearney nos últimos anos.